# Antirromance
O  antirromance é um tipo de romance vanguardista que se distancia dos elementos considerados tradicionais do gênero romanesco, como o argumento, o diálogo e a individualização das personagens.

## Origem e história
Embora o termo tenha sido introduzido ao discurso literário contemporâneo por Jean-Paul Sartre, no prólogo que escreveu para Portrait d’un inconnu (1948), de Nathalie Sarraute, os antecedentes se remontam ao livro de Charles Sorel Le Berger extravagant (1633), intitulado "Antiroman",
 que descreve a natureza paródica da ficção;  Tristam Shandy (1759), de Laurence Sterne; e Jacques le Fataliste et son maître (1778), de Denis Diderot.

## Aspectos
Este gênero normalmente fragmenta e distorce a experiência de seus personagens, apresentando eventos fora do tempo linear, desmaterializando a ideia unificada e estável de personalidade; algumas características principais incluem a falta de um enredo óbvio, mínimo desenvolvimento de personagem, variações na sequência cronológica, experimentos com sintaxe e vocabulário e fins alternativos.
Entre alguns dos escritores cujas obras tendem ao antirromance, estão: Claude Simon, Nathalie Sarraute, Uwe Johnson, Pablo Palacio, Alain Robbe-Grillet, Julio Cortázar.